# 밍군 종

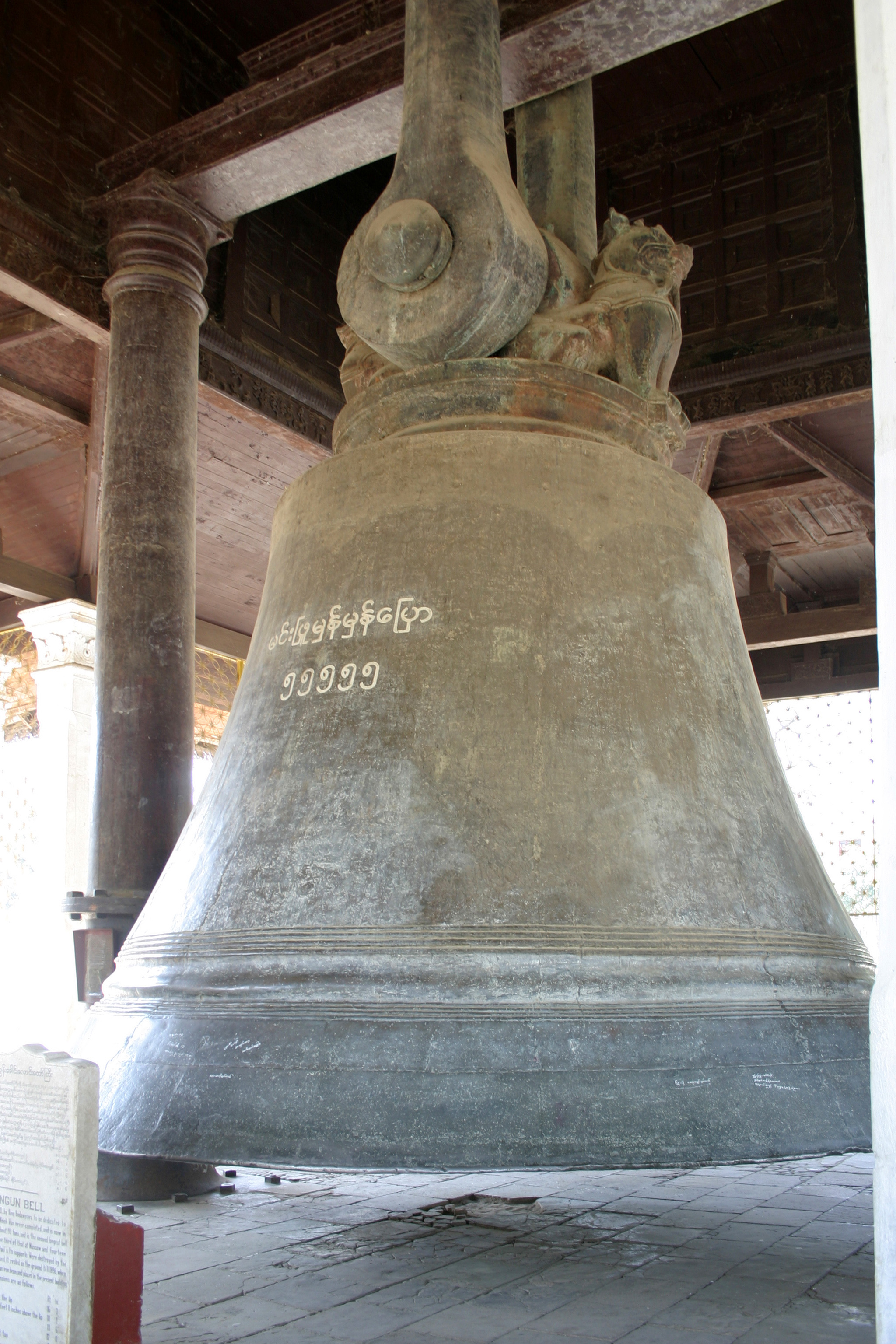
밍군 종

밍군 종은 미얀마 사가잉 구 밍군에 있는 종이다. 1808년 바돈 왕이 헌정한 종으로 19세기 러시아에서 제일 큰 종을 만들기 전까지는 밍군 종이 세계 최대 크기의 종이었으며 현재는 두 번째로 큰 종이다. 무게는 90.52톤이며, 높이는 3.3m로 종 아랫부분 직경이 4.8m에 이른다. 1838년 지진으로 종의 지지대 부분이 부러져 방치되었다가 1904년에 지금의 모습으로 보수되었다.

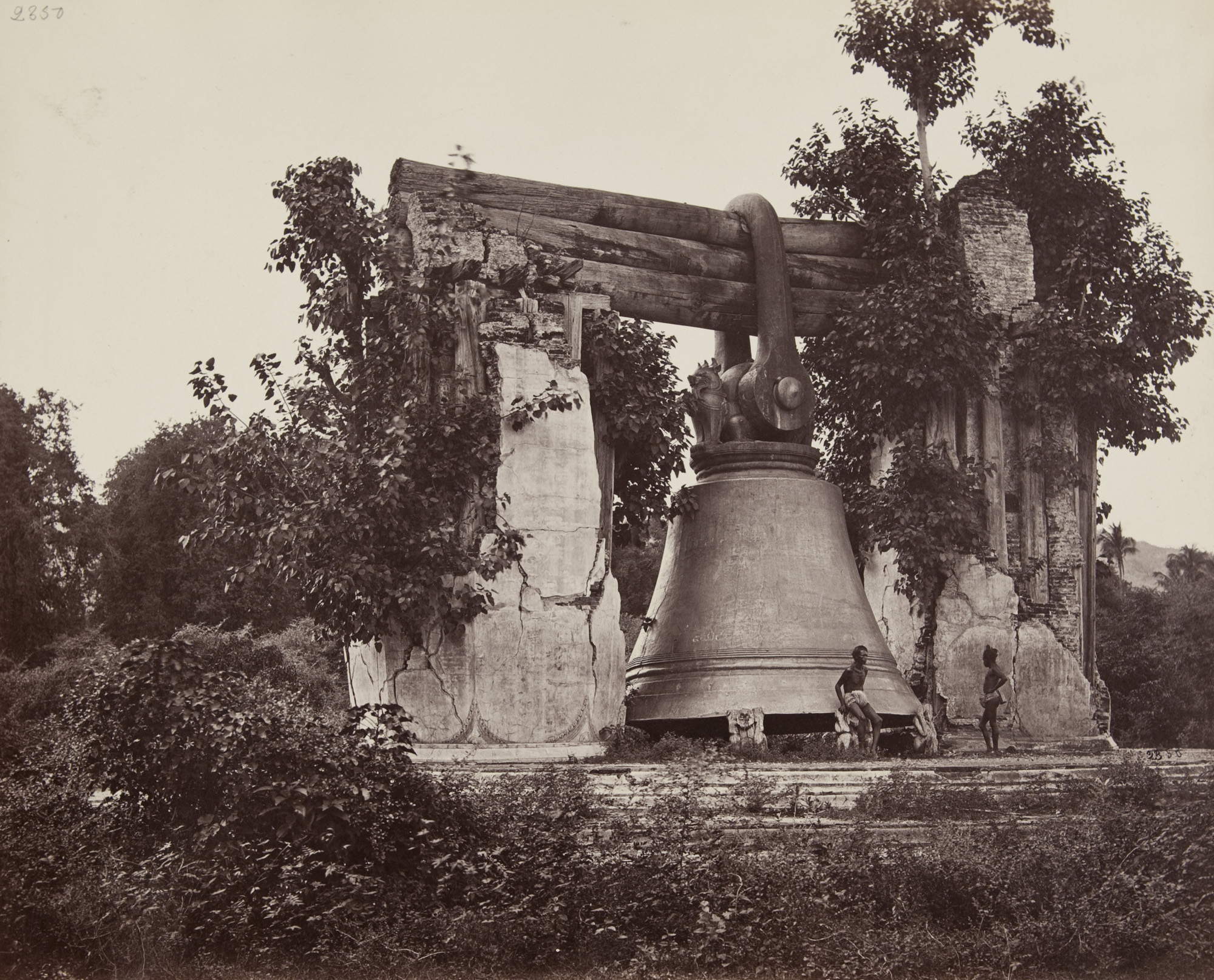
1873년의 밍군 종